# Iglesia Evangélica Presbiteriana en Bolivia
La Iglesia Evangélica Presbiteriana en Bolivia (IEPB) es una denominación Reformadas en Bolivia, fundada en 1987 por misioneros de la Iglesia Presbiteriana de Corea (TongHap).

## Historia
Las actividades de evangelización fueron iniciadas en 1983 por un misionero coreano, Chong-Moo Park, en La Paz y El Alto. A los tres meses se retiró, pero volvió, junto con otros misioneros coreanos, en el mismo año y abrió una primera iglesia en el barrio de Rio Secco (El Alto). Los esfuerzos de evangelización levantaron o establecieron otras iglesias. Una misión coreana abrió una escuela que luego se convirtió en na Universidad Cristiana de Bolivia. 
El 1 de marzo de 1987, la denominación fue oficialmente organizada y registrada ante el Gobierno de Bolivia.
En 1990, Park Chong-Moo fue reemplazado por Ki Joon Choi e en 1996, fue sucedido por Joi-Wook Kwak.
En los años siguientes, la denominación creció de manera constante. En 2006, tenía un total de 12 iglesias, 12 pastores y 1500 miembros.

## Doctrina
La IEPB adopta la Confesión de Fe de Westminster y se opone a la ordenación de mujeres.

## Relaciones Intereclesiásticas
La denominación es miembro de la Comunión Mundial de Iglesias Reformadas y tiene contacto con la Iglesia Presbiteriana Reformada Nacional de Bolivia.
En 2010, envió un delegado para participar en el Consejo Supremo de la Iglesia Presbiteriana de Brasil.